# Sorø
Sorø anhörenⓘ ist eine dänische Kleinstadt und Verwaltungssitz der Region Sjælland.
Sie liegt seit der Kommunalreform 2007 in der Kommune Sorø mit insgesamt 30.641 Einwohnern (Stand 1. Januar 2025) und 311,05 km² Fläche.

## Geographie
Sorø liegt auf der Insel Seeland an der Bahnstrecke København–Fredericia zwischen Slagelse im Westen und Ringsted im Osten und befindet sich auf einer „Insel“ im Gebiet dreier Seen; daher der Name des Ortes: Sor Ø heißt Insel Sor. Die größeren Seen sind der Soro Sø und der Tuelsø, der Pedersborg Sø ist deutlich kleiner.
Im südlich des Sorø Sø gelegenen Ortsteil Frederiksberg befindet sich der Bahnhof von Sorø. Die Bahnstrecke in das knapp 16 km nördlich gelegene Vedde mit einer Haltestelle im Ortsteil Pedersborg wurde 1951 stillgelegt.
Unweit nördlich vorbei an der Stadt führt ein Abschnitt der E 20. Nach Slagelse sind es 15 Kilometer, nach Ringsted 16, nach Næstved 29, nach Korsør 33, nach Holbæk 36 und nach Kopenhagen 80 Kilometer.

## Geschichte
Am Ende der Eiszeit hinterließen die Ausläufer der Beltgletscher zahlreiche mittelseeländische Seen. Der nahe Ort Bromme wurde für die erste nacheiszeitliche Bromme-Kultur namengebend. Die Vorgeschichte der Stadt präsentiert sich zumeist etwas südlicher, in der Umgebung von Sorø, wo auch Münzfunde gemacht wurden. Die nach Süden fließende Suså, die einige Kilometer südöstlich an Sorø vorbeifließt und bei Næstved in die Ostsee mündet, wurde von Lübecker Kaufleuten als Transportweg benutzt. Der Mühlengraben von Sorø ist neben dem Kanhave-Kanal auf Samsø einer der bedeutendsten Technikbauten des dänischen Mittelalters. Sorø ist etwa 850 Jahre alt. Sein Vorläufer lag nördlicher bei der alten Burg Pedersborg.

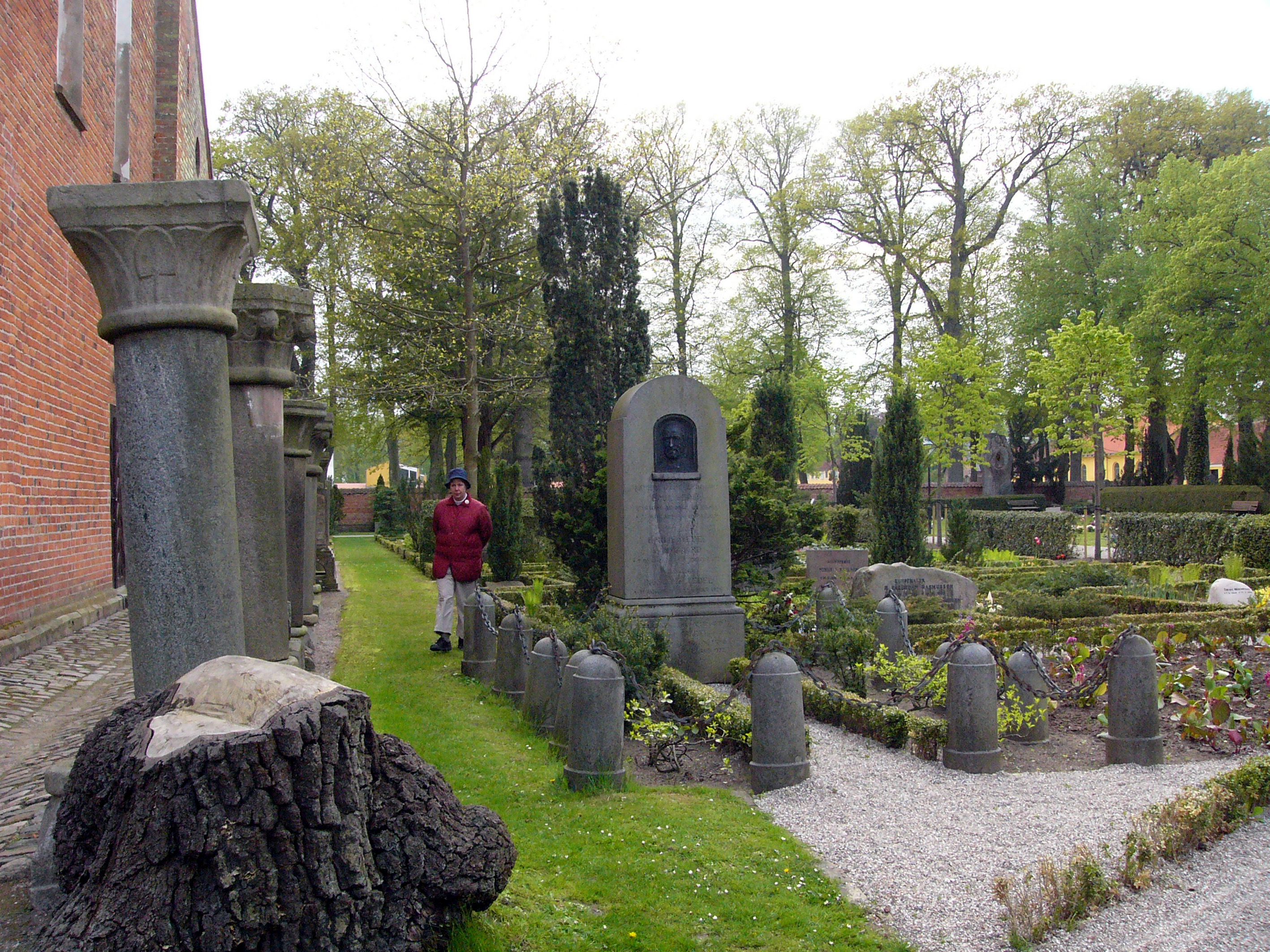
Friedhof von Sorø

Das Adelsgeschlecht der Hvide hatte seinen Sitz im 8 km entfernten Fjenneslev, wo der dänische König Waldemar I. (1157–1182) als Ziehsohn der Familie aufwuchs. Die ältesten Vertreter sind „Toke Trylle“ und dessen Sohn Skjalm (Herr über Seeland), der auf seinem Hof eine Holzkirche errichtete 1151 weihten sein Sohn Asser Rig und sein Bruder eine kleine Steinkirche und gründeten das Benediktinerkloster von Sorø. Das Kloster Sorø wurde auf Veranlassung des späteren Erzbischofs Absalon von Lund, dem Sohn Asser Rigs, bereits 1161 von Mönchen aus Esrom in ein Zisterzienserkloster umgewandelt. Sorøs im selben Jahr begonnene Klosterkirche gilt neben der von Løgumkloster als schönster Sakralbau des dänischen Mittelalters.
In der Stadt liegen die dänischen Könige Christoffer II. (1320–1326), Waldemar IV. Atterdag (1340–1375) und Olaf III. (1376–1387), sowie der Erzbischof Absalon von Lund und die Dichter Baron Ludvig Holberg (1684–1754) und Bernhard Severin Ingemann (1789–1862) begraben.

## Sorø Akademi
Im Jahre 1586 entstand im Zuge der Reformation die Akademie von Sorø, eine Lateinschule und Ausbildungsstätte für die dänische Aristokratie. Noch im 20. Jahrhundert genoss die Schule als Internat der gehobenen Schichten landesweit hohes Ansehen.

## Söhne und Töchter der Gemeinde
- Frederik Sneedorff (1760–1792), Historiker
- Jens Paludan-Müller (1771–1845), lutherischer Geistlicher
- Christian Frederik Lütken (1827–1901), Zoologe und Paläontologe
- Julius Peter Christian Petersen (1839–1910), Mathematiker
- Emilie Mundt (1842–1922), Malerin und Kunstlehrerin
- Bernhard Laurits Frederik Bang (1848–1932), Veterinär und Bakteriologe
- Christian Frederik Knuth (1862–1936), Jurist und Hofjägermeister
- Axel Thayssen (1885–1952), Tennisspieler
- Hans Henrikson Ussing (1911–2000), Zoologe
- Ina Skriver (* 1945, 1949 oder 1950), Schauspielerin
- René Møller (1946–1994), Fußballnationalspieler
- Ann Petersen (* 1966), Opernsängerin

## Sehenswürdigkeiten

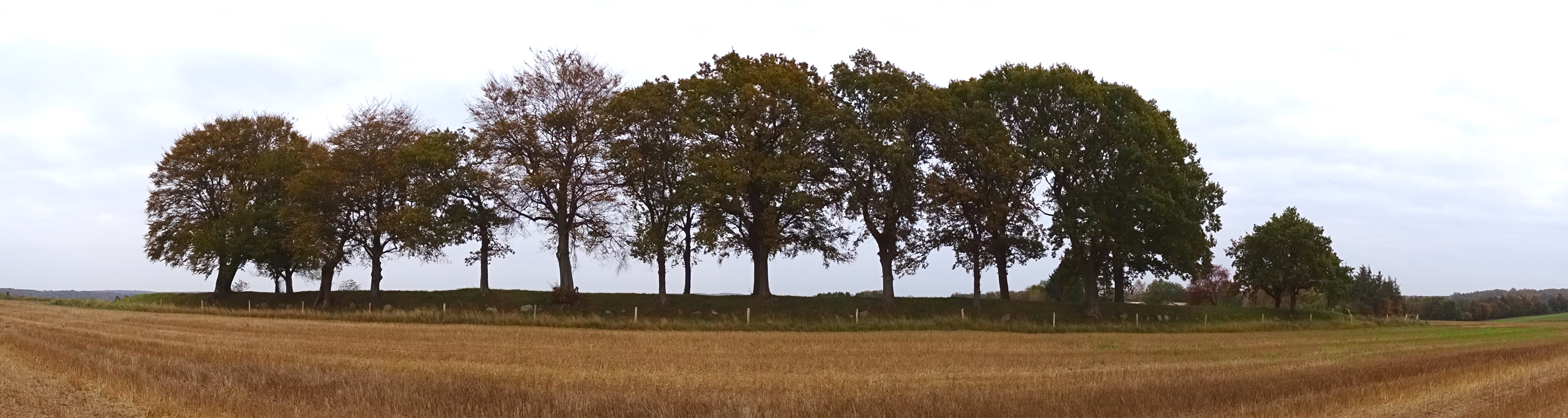
Kellerøddysse

- die gotische Klosterkirche Sorø ist Grablege früher Könige, darunter Waldemar Atterdags.
- die Kirche von Bjernede ist die einzige Rundkirche Seelands und die vielleicht schönste der sieben erhaltenen in Dänemark.
- der Schalenstein bei Munke-Bjergby, 10 km nördlich der Stadt
- die Dolmen von Døjringe, 7 km nördlich der Stadt
- der Langdysse und der Runddysse von Vielsted nordöstlich von Sorø
- der Langdysse im Bulbro Skov östlich von Sorø
- an der A1, etwa 4 km östlich der Stadt, die Megalithanlage Barnehøj
- die Ringdysse bei Knudstrup beziehungsweise Hylstrup, 6,5 km östlich
- die Dolmen an der Kongskilde (Königsquelle) und der Frederikskilde Langdysse am Nordende des Tystrup Sø (See)
- das kleine Ganggrab Asedysse, ebenfalls nahe Lynge-Eskilstrup, 8 km südlich
- südlich Lynge-Eskilstrup der Kellerøddysse, der Dysse mit der längsten Einfassung östlich des Großen Belt
- Runensteine, bei der Kirche von Fjennerslev und in der Kirche von Alsted
- neun Megalithanlagen im oder am Broby-Vesterskov, darunter die Broby Mølsøvdys einer der seltenen Runddolmen.
- vier Megalithanlagen (eine mit Schalenstein) und etliche Grabhügel im Wald bei Næsbyholm
- Kong Suders Høj ein Langhügel in der Topshøj Mark, südlich des Sorø Sø (See)

## Entwicklung der Einwohnerzahl
Einwohner der Stadt Sorø (am 1. Januar)
- 2013 – 7.801
- 2014 – 7.845
- 2015 – 7.754